# Wydział Teologiczny Uniwersytetu Kardynała Stefana Wyszyńskiego
Wydział Teologiczny Uniwersytetu Kardynała Stefana Wyszyńskiego – jeden z dziesięciu wydziałów Uniwersytetu Kardynała Stefana Wyszyńskiego w Warszawie. Jego siedziba znajduje się przy ul. Dewajtis 5 w Warszawie.

## Historia
Swoją genezę Wydział ma w powstałym w roku 1816 Wydziale Teologicznym Uniwersytetu Warszawskiego.
16 listopada 2016 z okazji 200-lecia obecności teologii jako dyscypliny akademickiej na forum uniwersyteckim w Warszawie (w związku z obchodami 200-lecia Uniwersytetu Warszawskiego) odbyło się wspólne posiedzenie Rady Wydziału Teologicznego Uniwersytetu Kardynała Stefana Wyszyńskiego w Warszawie i Rady Wydziału Teologicznego Chrześcijańskiej Akademii Teologicznej w Warszawie. Podczas tego posiedzenia podjęto wspólną uchwałę zawierającą deklarację na temat związków obu Wydziałów i woli współpracy w przyszłości. Posiedzeniu towarzyszyła zorganizowana przez Wydziały Teologiczne UKSW i ChAT 2-dniowa konferencja naukowa pt. 200 lat teologii uniwersyteckiej w Warszawie.

## Kierunki kształcenia
Dostępne kierunki:  
- Chrześcijańska turystyka religijna (studia I stopnia)
- Dziennikarstwo i komunikacja społeczna (studia I i II stopnia)
- Specialized theological studies (studia II stopnia)
- Specjalistyczne studia teologiczne (studia II stopnia)
- Teologia (studia jednolite magisterskie) – studia stacjonarne i niestacjonarne

## Poczet dziekanów
Lista niepełna:
1. ks. dr hab. Hieronim Eugeniusz Wyczawski (1964–1966)
2. ks. prof. Jan Łach (1980–1983)
3. ks. prof. Marian Banaszak (1985–1987)
4. ks. prof. Jan Łach (1987–1990)
5. ks. prof. Roman Murawski (1994–1999)
6. ks. prof. Stanisław Urbański
7. ks. dr hab. Stanisław Dziekoński (2008–2012)
8. ks. prof. dr hab. Piotr Tomasik (od 2012)

## Władze wydziału
W kadencji 2020–2024:
| Stanowisko                                                           | Imię i nazwisko                 |
| -------------------------------------------------------------------- | ------------------------------- |
| Dziekan                                                              | ks. prof. dr hab. Piotr Tomasik |
| Prodziekan ds. finansów i studiów stacjonarnych                      | ks. dr Jarosław A. Sobkowiak    |
| Prodziekan ds. współpracy międzynarodowej i studiów niestacjonarnych | ks. prof. dr hab. Marek Tatar   |

## Struktura organizacyjna

### Instytutu Edukacji Medialnej i Dziennikarstwa
Dyrektor: dr hab. Grzegorz Łęcicki
- Katedra Teologii Środków Społecznego Przekazu i Edukacji Medialnej
- Katedra Teorii, Języka i Etyki Mediów
- Katedra Komunikacji Społecznej, Public Relations i Nowych Mediów
- Katedra Komunikacji Religijnej, Marketingu i Reklamy
- Katedra Komunikacji Kulturowej i Artystycznej
- Zakład Dydaktyki Mediów

### Instytutu Nauk Teologicznych
Dyrektor: ks. dr hab. Tomasz Wielebski
- Zakład Nauk Biblijnych
- Zakład Teologii Systematycznej
- Zakład Teologii Praktycznej
- Zakład Dialogu Religijnego